# Poliske, Seredîna-Buda
Poliske (în ucraineană Поліське) este un sat în comuna Holubivka din raionul Seredîna-Buda, regiunea Sumî, Ucraina.

## Demografie
Componența lingvistică a localității Poliske
     Rusă (86,67%)
     Ucraineană (13,33%)
Conform recensământului din 2001, majoritatea populației localității Poliske era vorbitoare de rusă (86,67%), existând în minoritate și vorbitori de ucraineană (13,33%).